# Vlag van Westdongeradeel

Vlag van de gemeente Westdongeradeel
(1963-1984)

De vlag van Westdongeradeel is op 22 mei 1963 bij raadsbesluit vastgesteld als de gemeentelijke vlag van de Friese gemeente Westdongeradeel (Fries: Westdongeradiel). De vlag wordt als volgt beschreven:
Volgens de broekdiagonaal golvend gedeeld in drie banen van blauw, wit en blauw met een diagonaalverhouding van 2:1:2.
Het vlagbeeld komt overeen met het gemeentewapen.
Per 1 januari 1984 is de gemeente Westdongeradeel opgegaan in de gemeente Dongeradeel. De gemeentevlag van Westdongeradeel is hierdoor komen te vervallen. Op 1 januari 2019 is Dongeradeel opgegaan in de nieuw opgerichte gemeente Noardeast-Fryslân.

## Verwante afbeeldingen

Wapen van Westdongeradeel
Wapen van Dongeradeel
Het wapen van Polder van Oost- en Westdongeradeel
Het wapen van Zeedijken van Oostdongeradeel
Het wapen van Zeedijken van Westdongeradeel

Aengwirden 
· Baarderadeel 
· Barradeel 
· het Bildt 
· Bolsward 
· Boornsterhem 
· Dokkum 
· Dongeradeel 
· Doniawerstal 
· Ferwerderadeel 
· Franeker 
· Franekeradeel 
· Gaasterland 
· Gaasterland-Sloten 
· Haskerland 
· Hemelumer Oldeferd 
· Hennaarderadeel 
· Hindeloopen 
· Idaarderadeel 
· IJlst 
· Kollumerland en Nieuwkruisland 
· Leeuwarderadeel 
· Lemsterland 
· Littenseradeel 
· Menaldumadeel 
· Nijefurd 
· Oostdongeradeel 
· Rauwerderhem 
· Schoterland 
· Skarsterlân 
· Sloten 
· Sneek 
· Stavoren 
· Terschelling en Vlieland 
· Utingeradeel 
· Westdongeradeel 
· Wonseradeel 
· Workum 
· Wymbritseradeel